# 2021-es bulgáriai parlamenti választás

Bulgária címere

A 2021-es bulgáriai parlamenti választást 2021. április 4-én tartották meg. Ez volt a tizenkettedik parlamenti választás az ország történetében.
Mivel a választást megnyerő GERB nem tudott kormánykoalíciót alakítani, július 11-én megismételték a választást. Az ITN elnevezésű harmadikutas párt nyert, mivel azonban kormányt ők sem tudtak alakítani, november 14-én harmadjára is választást tartottak Bulgáriában. Ezt a Folytatjuk a Változást koalíciója nyerte meg, decemberben pedig megalakult a Kiril Petkov vezette új bolgár kormány.

## Választási rendszer
A Nemzetgyűlés 240 tagját zárt listán, arányos képviselettel választják meg 31 választókerületből.
A választásokon a parlamenti küszöb 4%-os. Ez mind a pártokra, mind a koalícióra érvényes. A bolgár nemzetgyűlés tagjait négyévente választják meg, a képviselők 240 mandátumok osztozkodnak. A parlamenti frakció megalakításához legalább 10 képviselő kell.

## Közvélemény-kutatások
Az egyes pártok támogatottsága százalékarányban:
| Felmérés időpontja           | Cég            | Párt neve | Párt neve | Párt neve | Párt neve         | Párt neve | Párt neve | Párt neve | Párt neve | Párt neve    |
| Felmérés időpontja           | Cég            | GERB- SDS | BSZP      | DPS       | Egyesült Hazafiak | DB        | Volya     | ITN       | IS.BG     | egyéb pártok |
| ---------------------------- | -------------- | --------- | --------- | --------- | ----------------- | --------- | --------- | --------- | --------- | ------------ |
| Felmérés időpontja           | Cég            |           |           |           |                   |           |           |           |           |              |
| 2020. október 10–16.         | Barometer      | 32,7      | 23,6      | 12,4      | 11,3              | 4,7       | 1,1       | 6,1       | 2,7       | 5,3          |
| 2020. október 12–16.         | Specter        | 22,9      | 21,8      | 10,4      | 3,4               | 12,2      | 0,8       | 16,1      | 3,5       | 8,9          |
| 2020. október 21–27.         | Rego           | 27,1      | 26,3      | 8,3       | 2,8               | 7,6       | 1,1       | 18,6      | 3,9       | 4,3          |
| 2020. október 27–november 3. | Sova Harris    | 26,6      | 25,1      | 8,7       | 5,5               | 8,4       | 3,2       | 11,4      | 5,7       | 5,4          |
| 2020. november 6–11.         | Barometer      | 33,6      | 21,6      | 12,3      | 12                | 5,1       | 1,1       | 6,1       | 2,6       | 5,7          |
| 2020. november 24–29.        | Barometer      | 33,5      | 20,8      | 13,2      | 12,7              | 5,2       | 1,2       | 6,2       | 2,5       | 4,8          |
| 2020. december 5–12.         | Exacta         | 28,8      | 25,6      | 8,4       | 5,4               | 6         | N/A       | 14        | 3,7       | 8,1          |
| 2020. december 12–17.        | Mediana        | 24,2      | 25,7      | 10,8      | 4,7               | 3,4       | 1,6       | 17        | 4,8       | 7,8          |
| 2020. december 15–21.        | Alpha Research | 29        | 26,2      | 8,6       | 3,2               | 7,3       | N/A       | 12,2      | 5,9       | 7,6          |
| 2021. január 7–15.           | Gallup         | 25,6      | 21,4      | 12,2      | 5,1               | 6,9       | 2,3       | 13,8      | 5         | 7,6          |
| 2021. január 12–19.          | Trend          | 27,6      | 24,9      | 10,3      | 4                 | 6         | 1,3       | 11,8      | 4,1       | 10           |
| 2020. január 23–31.          | Market Links   | 28,6      | 20,9      | 11,9      | 3,4               | 10,7      | N/A       | 15,5      | 5,3       | 3,8          |

## Fordítás
- Ez a szócikk részben vagy egészben  a(z)   2021 Bulgarian parliamentary election című angol Wikipédia-szócikk ezen változatának fordításán alapul.  Az eredeti cikk szerkesztőit annak laptörténete sorolja fel. Ez a jelzés csupán a megfogalmazás eredetét és a szerzői jogokat jelzi, nem szolgál a cikkben szereplő információk forrásmegjelöléseként.